# Pierre le Caron
Pour les articles homonymes, voir Caron.
Cet article possède un paronyme, voir Pierre Caron.
Pierre le Caron est un imprimeur-libraire actif à Paris à la fin du XVe siècle.

## Histoire
La veuve de Pierre Le Caron, Marion de Malaunoy, dite « La Caronne », lui succède. Vers 1500, elle remet son affaire à Guillaume Nyverd qui reprend l'adresse, l'enseigne et la marque. Son épouse (attestée veuve à partir de 1520) continue le commerce, en association avec leur fils Jacques Nyverd.
Il a notamment imprimé vers 1494 Le Livre de la chasse du grant seneschal de Normendie. Les Ditz du bon chien Souillard qui fut au roy de France, XIe de ce nom (12 feuillets) de Jacques de Brézé qui est repris comme Trésor national.

## Lieux d'établissement
Pierre Le Caron a établi son entreprise successivement rue du Temple, rue Neuve-Saint-Merry et rue Quincampoix avant de s'implanter vers le mois de novembre 1495 dans l'Île de la Cité.